# Gösta Bengtsson
Gösta Ragnar Bengtsson (Göteborg, 25 de juliol de 1897 - Estocolm, 19 de gener de 1984) va ser un regatista suec que va competir a començaments del segle xx.
El 1920 va prendre part en els Jocs Olímpics d'Anvers, on va guanyar la medalla d'or en la categoria de 30 m² del programa de vela. Steffenburg navegà a bord del Kullan junt al Gösta Lundquist i Rolf Steffenburg.